# Культура Уэльса
Культура Уэльса — культура жителей Уэльса, включающая валлийский язык, обычаи, праздники и музыку. Главными национальными символами Уэльса считаются Валлийский дракон, лук-порей и нарцисс.

## Национальные праздники
Святым покровителем Уэльса считается Давид Валлийский, Dewi Sant по-валлийски. День святого Давида отмечается 1 марта, некоторые считают, что этот праздник должен стать государственным в Уэльсе. Также памятными для Уэльса датами являются 16 сентября (день начала восстания Оуайна Глиндура) и 11 декабря (день смерти Лливелина ап Грифида).
Также в Уэльсе существуют четыре традиционных сезонных фестиваля и валлийский Новый год.

## Музыка

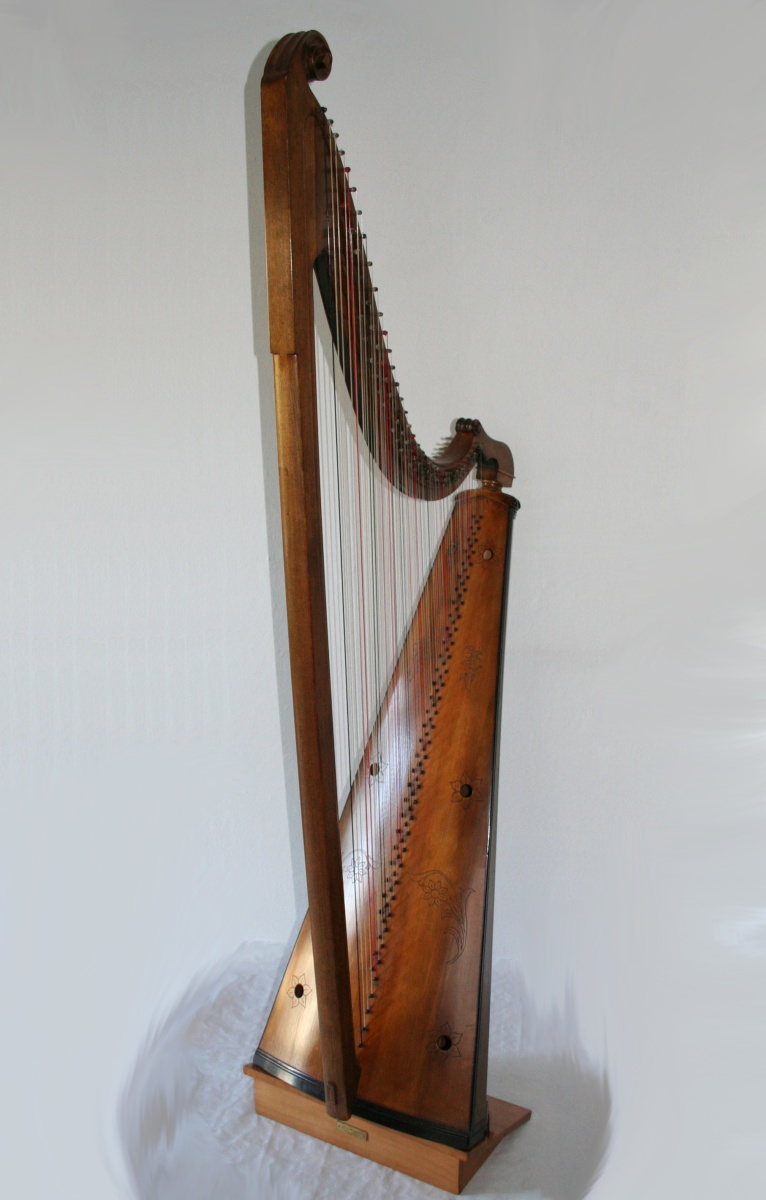
Уэльская тройная арфа

Уэльс часто характеризуют фразой «Земля Песни», это говорит о близости народа к пению, поэзии и музыке. Наиболее известным видом музыкального творчества валлийцев является хор, особенно мужской. Хотя хоровое пение, безусловно, важная часть текущей музыкальной жизни Уэльса, это отнюдь не единственная и не самая древняя её часть, хоровые традиции на самом деле не уходят значительно дальше своего расцвета в XIX веке.
Самой древней музыкальной традицией Уэльса является инструментальная народная музыка. Традиционным для валлийской народной музыки музыкальным инструментом является арфа, а именно тройная арфа. Также традиционными для Уэльса являются крота и рожок pibgorn, которые, хотя и были вытеснены другими инструментами в XVIII веке, вновь получают некоторое распространение и в настоящее время.
В 1990-х валлийская музыка получает новое звучание, появляются новые музыкальные группы, такие как Super Furry Animals, Manic Street Preachers, Catatonia, Stereophonics и многие другие. В последние годы всё большее распространение получают альтернативный рок и панк-рок, такие группы как Lostprophets, The Automatic и Funeral for a Friend добились международного признания.

## Изобразительное искусство

Бард, 1774, Томас Джонс

Уэльс имеет древние традиции в изобразительном искусстве, здесь было обнаружено множество памятников кельтского искусства. В Средние века валлийское искусство носило религиозный характер, самым известным памятником валлийского искусства того времени является Псалтирь Райсмарча.
Валлийский художник Ричард Уилсон был одним из первых известных британских пейзажистов, однако известен он не валлийскими, а итальянскими работами, хотя он стал одним из первых художников, изображавших природу Уэльса.
До XX века художникам Уэльса было трудно найти работу на родине, многие предпочитали работать в Лондоне или за границей. Ситуация изменилась к 1865 году, когда открылась Школа искусств Кардиффа. В это время в Уэльсе начинает формироваться национальная школа живописи, что дает толчок к развитию изобразительного искусства, появляется целая череда талантливых художников и скульпторов.

## Кухня

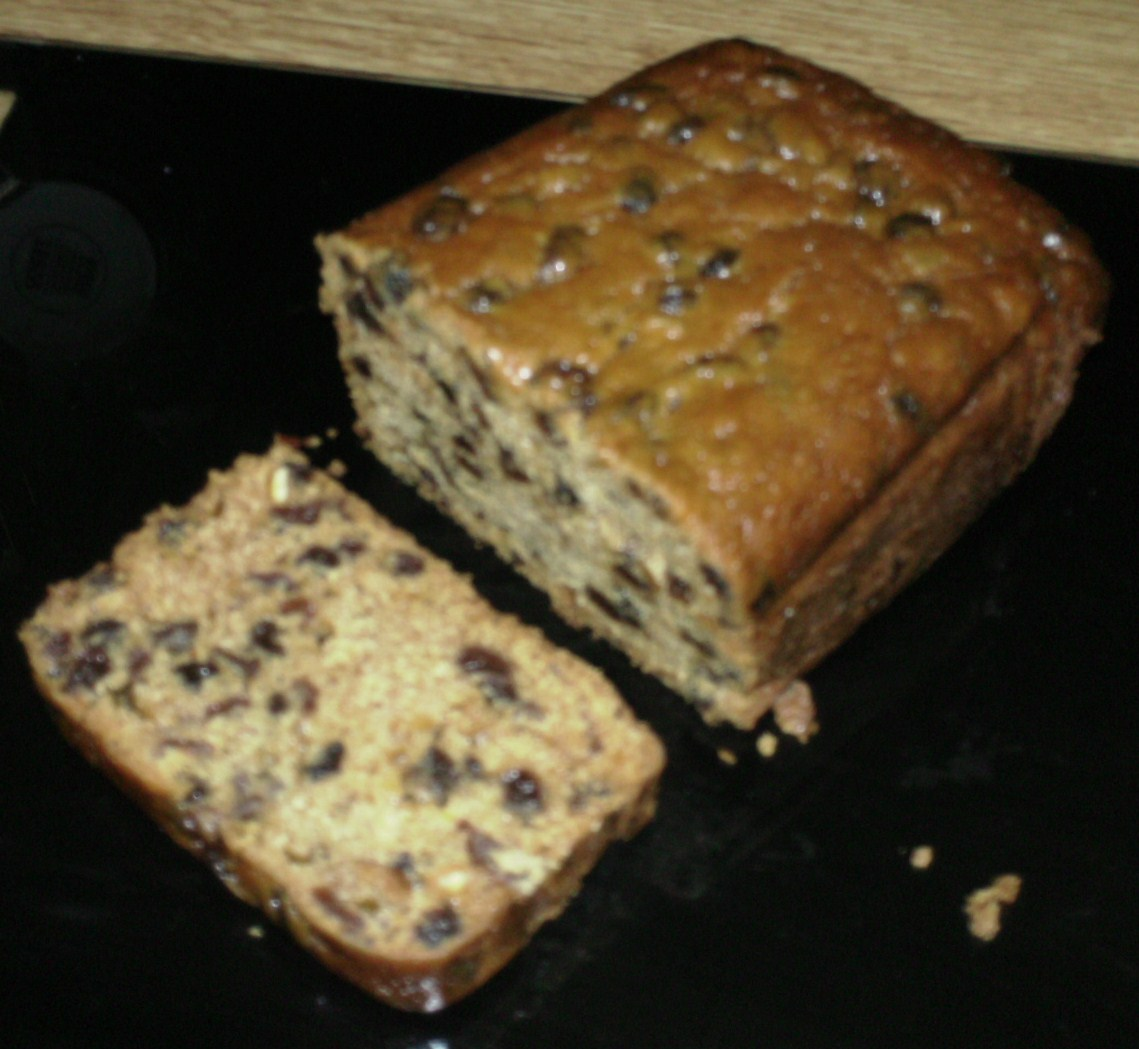
Традиционный «пятнистый хлеб»

Уэльс традиционно рассматривается как аграрный регион и его традиционная кухня этому соответствует. При приготовлении пищи используются традиционные продукты питания. Выпечка представляет самую богатую часть кулинарной культуры Уэльса, известны различные кексы, лепёшки, «пятнистый хлеб» (бара брит), который можно хранить в течение длительного времени.
В последнее время многие повара готовят традиционные валлийские блюда в новом виде. Широко используется лук-порей, особенно в блюдах, приготовленных ко Дню святого Давида. Также всё более традиционными для валлийской кухни становятся блюда из баранины и рыбы.

## Религия
Крупнейшей религиозной традицией Уэльса является христианство, в 2001 году 72 % валлийцев назвали себя христианами. Пресвитерианская церковь Уэльса в течение многих лет являлась крупнейшей религиозной организацией, в 1811 году она отделилась от Церкви Англии. Церковь в Уэльсе сегодня является крупнейшей по числу прихожан, она входит в Англиканское Сообщество. Второе место по количеству прихожан занимает Римско-католическая церковь с 3 % прихожан, 18 % жителей Уэльса не причисляют себя ни к одной религиозной традиции.

## Спорт
Национальным спортом Уэльса считается регби, в частности регби-15. Крупные соревнования по регби проходят на стадионе Миллениум в Кардиффе. В Среднем и Северном Уэльсе регби не так популярен, как на юге, здесь большей популярностью пользуется футбол. Также родом из Уэльса многие профессиональные спортсмены по боксу и конному спорту. Несмотря на популярность футбола в Уэльсе, лишь одна валлийская футбольная команда Кардифф Сити сумела выиграть Кубок Англии в 1927 году, в 2008 году она же стала финалистом в борьбе за этот кубок.